# Левана
Левана (на латински: Levo – „повдигам“) е римска богиня, която следи за правилното протичане на обреда на признаването на новороденото като член на семейството (Бащата вдига лежащото пред него бебе и го поема в прегръдките си, с което го обявява за член на семейството.)
Наред с Кубина, Едулия, Потина, Статилина и Фабулина, Левана е една от богините в римския митологичен пантеон, свързани с грижата за най-малките деца. Смята се, че това са древни италийски божества, наследени от римляните. Основната им роля е да се грижат за правилното израстване на детето.